# Роберт Московіц
Роберт Московіц (англ. Robert Moskowitz; 20 червня 1935, Нью-Йорк — 24 березня 2001, Нью-Йорк) — американський художник. Отримав визнання у 1960-х роках. Його творчість об'єднує елементи абстрактного експресіонізму, мінімалізму та поп-арту.
На початку творчої кар'єри перебував під впливом Джаспера Джонса та Роберта Раушенберга. Також його творчість можна визначити, як щось середнє між абстрактним експресіонізмом нью-йоркської школи та новим образним живописом середини 1970-х років. У 1956 року почав вивчати мистецтво в Інституті Пратта в Брукліні, де навчався в Адольфа Готліба. Здійснив подорож до Європи 1959 року під час якої зустрів британського художника Гвайтера Ірвіна. За його порадою переїхав до художньої комуни у Лондон, де орендував першу свою студію. На перші серйозні роботи Московіца надихнуло вікно в новій студії. Беручи до уваги уроки, які він узяв із творчості Джаспера Джонса, Роберта Раушенберга та Марселя Дюшана. Московіц почав поміщати готові об'єкти, такі як фіранка прямо на свій живопис. Ця робота експонувалася на виставці «Мистецтво ассамбляжу» (англ. Art of Assemblage), організованій 1961 року в Музеї сучасного мистецтва, яка також включала роботи Пікассо, Жоржа Брака, Джозефа Корнелла, Роберта Раушенбера та інших впливових художників. Роботи цього періоду, переважно колажний живопис були виставлені на персональній виставці художника в Галереї Лео Кастеллі у 1962 року, між персональними виставками Роя Ліхтенштейна та Френка Стелли.